# Brindisi Football Club
Il Brindisi Football Club, meglio noto come Brindisi, è una società calcistica italiana con sede nella città di Brindisi. Milita in Eccellenza, la quinta divisione del campionato italiano.
Fondato nel 1912, a seguito di varie rifondazioni ha assunto l'attuale denominazione nel 2017. Ha disputato sei campionati di Serie B, l'ultimo dei quali nella stagione 1975-1976, e si è aggiudicato una Coppa Italia Serie C nel 2003. I colori sociali sono il bianco e l'azzurro. Disputa le partite di casa allo stadio Franco Fanuzzi.

## Storia

### Dalle origini agli anni sessanta
Il calcio, a Brindisi, nasce nel 1910 per volontà di un ufficiale della Marina Militare trapiantato in città, con la fondazione del Brindisi Football Team. Non si tratta, tuttavia, di una vera e propria società calcistica in quanto la squadra si limitava a sfidare gli equipaggi delle navi che attraccavano nel porto disputando, quindi, poche e sporadiche partite.

Lo stemma originale del 1912

Il 7 marzo del 1912, il Brindisi Football Team viene incorporato nella Polisportiva Brindisi Sport, sancendo, di fatto, la nascità della prima vera società calcistica brindisina.
La squadra diviene immediatamente la più forte della Puglia: battuto per 2-1 il Lecce ed aggiudicatasi a tavolino la vittoria contro il Bari, la Brindisi Sport, nel 1913, si laurea campione regionale.
Sette anni più tardi, nel 1920, partecipa, a Bari, alla costituzione del comitato regionale della Federazione Italiana Giuoco Calcio, cui ottiene l'affiliazione.
Negli anni successivi, la Brindisi Sport disputa vari campionati nelle serie minori ed in Serie C. Al termine della stagione 1945-1946, classificatasi 5ª nel girone E della Lega Centro-Sud della Serie C, viene ammessa d'ufficio in Serie B.
Nella stagione 1946-1947, all'esordio nella serie cadetta, il Brindisi, allenato da Remo Migliorini, si classifica 8^ nel girone C, con 31 punti realizzati, a pari merito con Palermo e Taranto.
La stagione successiva, al secondo anno in Serie B, ultima con soli 18 punti realizzati, retrocede in Serie C.

### Gli anni settanta
Nella stagione 1971-1972 il Brindisi, dal 1966 presieduto da Franco Fanuzzi, imprenditore edile affermato a livello nazionale, e allenato dal brasiliano Luís Vinício, vince il campionato di Serie C, classificandosi primo nel girone C, con un totale di 55 punti raccolti (cinque in più del Lecce, seconda classificata già a due giornate dal termine). Approda pertanto in Serie B, dopo venticinque anni trascorsi tra Serie C e Serie D.
La formazione della storica promozione in Serie B è la seguente: De Rossi, Sensibile, La Palma, Cantarelli, Fiorini, Castelletti, Renna, Giannattasio, Ferrari, Mazzei, Lombardo, Cremaschi. Il capocannoniere della squadra è Cremaschi, con un totale di 13 reti realizzate.

Il Brindisi della stagione 1971-1972, vincitore del campionato e promosso in Serie B.

Nella stagione 1972-1973, la terza in Serie B nella storia della compagine biancazzurra, il neopromosso Brindisi, ancora allenato da Luís Vinício, si dimostra la sorpresa del campionato, classificandosi settima con 12 vittorie, 17 pareggi e 9 sconfitte, per un totale di 41 punti realizzati. Memorabili sono le vittorie conseguite nelle due gare disputate contro la capolista Genoa, battuta per 3-0 al Fanuzzi il giorno della vigilia di Natale e per 0-1 al Ferraris nella gara di ritorno.
Nella stagione successiva il Brindisi, allenato da Gianni Di Marzio, si classifica terzultimo con 34 punti, a pari merito con Perugia, Reggiana e Reggina; quest'ultima retrocede in Serie C per la peggiore differenza reti.
Nel 1974 il Brindisi viene inserito nel girone n°1 di Coppa Italia insieme ad Inter, Ascoli, Novara e Vicenza.
Il 1º settembre del 1974 la Brindisi Sport del giovanissimo presidente Mimmo Fanuzzi, da pochi mesi subentrato al compianto padre il commendatore Franco Fanuzzi, ospita al Campo Sportivo Comunale di via Benedetto Brin davanti a 18.000 spettatori l’Inter, che portarono ai botteghini un incasso ufficiale di 82 milioni di lire.
La partita terminò 2 a 1 in favore dei nerazzurri. Tabellino:
BRINDISI: Di Vincenzo, Sensibile (63’ Incalza), Vecchiè, Cantarelli, Zagano, Bellan, Chiarenza, Collavini, Marino, Rufo, Boccolini (77’ Gambin). Allenatore: Renna
INTER : Bordon, Fedele, Scala, Oriali, Giubertoni, Facchetti, Mariani (77’ Cerilli), Mazzola, Boninsegna, Bertini (54’ Moro), Nicoli. Allenatore: Suarez
Reti: 61’ Mariani, 74’ Boninsegna, 89’ Marino.
Nella stagione 1974-1975 il Brindisi ottiene la salvezza all'ultima giornata, pareggiando 1-1 in casa dell'Arezzo, in una storica trasferta che porta nel capoluogo toscano oltre quattromila supporters biancazzurri.
Termina la stagione al 12º posto, a pari meriti con Novara, SPAL e Taranto, con 35 punti realizzati e ad un solo punto dalla zona retrocessione.
Il 31 agosto 1975 il Brindisi per il primo turno di coppa Italia affronta in casa il Milan, partita vinta 0-2 dai rossoneri (77' Chiarugi, 79' Sabadini).
Il campionato di Serie B 1975-1976 è il sesto e, ad oggi, l'ultimo disputato dal Brindisi nella serie cadetta. I biancazzurri terminano la stagione penultimi a 27 punti, e retrocedono in Serie C assieme a Piacenza e Reggiana.

### Gli anni ottanta
Nel campionato 1982-1983 di Serie C2, la città di Brindisi è rappresentata da due squadre. Nel girone C, infatti, oltre alla compagine principale vi è anche la neopromossa Gioventù Brindisi: si tratta, per la città adriatica, dell'unico caso di un derby cittadino in una serie professionistica.
Nei due scontri diretti, la due compagini si aggiudicano una vittoria a testa; la Gioventù Brindisi, però, 16^ con un totale di 29 punti realizzati, retrocede nell'allora campionato Interregionale.
Nel campionato 1984-1985 di Serie C2 il Brindisi, allenato da Giancarlo Ansaloni, grazie ad un ottimo organico ed alle reti di Giorgio Tomba e Massimo Vitali, termina la stagione al primo posto ed ottiene la promozione in Serie C1, dove militerà per cinque stagioni consecutive, fino al 1990.
Nella stagione 1988-1989 la squadra sfiora quella che sarebbe potuta essere la terza promozione in Serie B della sua storia. Si classifica infatti 4^ a pari merito con la Sassari Torres, con un totale di 39 punti realizzati ed a soli tre punti dal secondo posto, che le avrebbe garantito il salto di categoria.
Nel successivo campionato il Brindisi conclude il girone di andata in testa alla classifica, insieme al Taranto. Nella seconda parte di stagione, però, a causa di problemi economici che colpiscono la società, i calciatori abbandonano la squadra in seguito al mancato pagamento dei loro stipendi; i calciatori della prima squadra vengono sostituiti dai ragazzi delle giovanili che, nonostante l'impegno profuso, non riescono ad evitare la retrocessione in C2. La squadra, infatti, conclude la stagione al 14º posto a pari punti con il Campania-Puteolana, contro cui perde lo spareggio-salvezza per 3-2.

### Gli anni novanta
Nell'estate del 1990, in seguito alla mancata iscrizione al campionato di Serie C2, il Brindisi Sport fallisce.
In seguito al fallimento del Brindisi Sport, a scongiurare il rischio che la città di Brindisi non venga rappresentata da alcuna compagine calcistica, interviene una cordata di imprenditori locali, i quali nell'estate del 1990 fondano una nuova società, il Brindisi Calcio 1920.
La squadra viene iscritta al campionato di Serie D, dove militerà fino al 1994, anno in cui, in seguito ad un ulteriore collasso economico, è costretta a ripartire dal campionato di Eccellenza. Qui resta fino al 2000, stagione in cui si classifica 2^ e vince i play-off nazionali che gli permettono di riapprodare in Serie D.

### Gli anni duemila
Nella stagione 2001-2002 di Serie D, nonostante un inizio di campionato non entusiasmante, il Brindisi, allenato da Gigi Boccolini, termina il campionato al primo posto, con un totale di 64 punti realizzati. La squadra ed i tifosi festeggiano il ritorno ad un professionismo che manca da dodici anni con una giornata d'anticipo, grazie alla vittoria casalinga per 5-1 contro l'Altamura, penultima classificata.
Capocannoniere della squadra e uomo simbolo della promozione in C2 è l'argentino José Ignacio Castillo, che realizza 15 reti in 23 gare.
Prima dell'inizio del campionato di Serie C2 2002-2003, il Brindisi viene unanimemente considerato una delle squadre candidate alla vittoria del campionato, grazie all'allestimento di una rosa altamente competitiva, nella quale spiccano nomi di calciatori di categoria superiore, tra cui Giorgio Corona, Michele Menolascina, Pierluigi Orlandini, Vittorio Pinciarelli e Mino Francioso, brindisino doc.
La stagione si apre con una vittoria casalinga per 3-0 contro la Puteolana. Il Brindisi conduce un buon campionato e conclude la stagione al secondo posto, alle spalle del Foggia, che ottiene la promozione diretta in Serie C1. I biancazzurri portano a casa 17 vittorie, 11 pareggi e 6 sconfitte e totalizzano quindi 62 punti, nove in meno della capolista.
Memorabile resta la vittoria per 0-3 nel posticipo serale contro la capolista Foggia, allo Zaccheria, sotto una fitta nevicata.
Nella semifinale dei play-off il Brindisi incontra l'Acireale, quinta classificata. Nella gara di andata, disputata in Sicilia, i biancazzurri vengono beffati da un tiro dalla distanza nei minuti finali, che regala ai siculi il goal dell'1-0.
Nella gara di ritorno al Fanuzzi, si ripete quanto successo all'andata: il Brindisi, che a pochi minuti dal termine vince 3-2, viene beffato nei minuti di recupero da un tiro dalla distanza. Il pareggio per 3-3 regala all'Acireale il passaggio al turno successivo, mentre per il Brindisi sfuma il sogno della promozione in Serie C1.
Magra consolazione è il successo nella Coppa Italia di Serie C, che il Brindisi vince superando in finale nel doppio scontro diretto la Pro Patria (0-1 a Busto Arsizio, 1-1 in casa). Il Brindisi, quarta squadra pugliese dopo Foggia, Lecce e Casarano ad essersi aggiudicata il trofeo di categoria, diviene la quarta squadra ad aver portato a casa la Coppa militando in Serie C2.
Inoltre Leone Corrado è stato il Dirigente Accompagnare Ufficiale della prima squadra più giovane di tutti i gironi delle Serie C, infatti è nato nel 1978. Nelle passate stagioni ricopriva il ruolo di Vicepresidente della società dilettantistica U.S. Nuova Gioventù Calcio Brindisi, militante nel campionato Regionale di Prima Categoria.
La stagione successiva il campionato inizia sotto i migliori auspici, con la squadra in vetta alla classifica per buona parte della stagione.
La squadra partecipa inoltre alla Coppa Italia 2003-2004, in quanto vincitrice nella stagione precedente della Coppa Italia Serie C. Dopo aver superato la fase a gironi (vincendo 2 partite su 3 a tavolino ed un pareggio e risultando poi qualificata per sorteggio), la squadra approda al secondo turno, valevole per la qualificazione agli ottavi di finale. Qui incontra il Bologna di Carlo Mazzone, da cui viene eliminata nonostante l'inaspettata vittoria al Fanuzzi nella gara di andata per 3-2, grazie ad una doppietta del giovane brindisino Mino Iunco; la gara di ritorno al Dall'Ara si conclude con un sonoro 3-0 per gli emiliani.
Alla vigilia dell'ultima giornata di campionato il Brindisi guida la classifica ed una vittoria gli consentirebbe il salto di categoria. I biancazzurri giocano a Barcellona Pozzo di Gotto contro l'Igea Virtus, trasferta cui prendono parte circa duemila tifosi brindisini pronti a festeggiare la promozione. La gara, però, nonostante il momentaneo vantaggio dei biancazzurri, si conclude con un pareggio per 1-1, a causa di un clamoroso errore del portiere biancazzurro Massimiliano Adami, che fa passare una palla del tutto innocua sotto la suola della propria scarpa, regalando il goal del pareggio ai siculi. Intanto il Frosinone vince nella difficile trasferta di Melfi portando a casa tre punti che gli consentono di scavalcare il Brindisi e di centrare il salto di categoria. Per il secondo anno consecutivo il Brindisi sfiora la promozione diretta in Serie C1 classificandosi al secondo posto, questa volta beffato all'ultima giornata.
Nella semifinale play-off il Brindisi supera il Giugliano (1-2 in Campania, 0-0 in casa). Nella finale play-off i biancazzurri incontrano i siciliani del Vittoria, squadra neopromossa e classificatasi 5ª nella stagione regolare. Nella gara di andata i biancazzurri soccombono per 3-0, in un campo ai limiti della regolarità per via delle ridotte dimensioni; a nulla serve la vittoria per 1-0 al Fanuzzi nella gara di ritorno. Sfuma così nuovamente il sogno del salto di categoria.
Come già nell'aria da qualche tempo la società, per via del mancato assolvimento delle formalità per l'iscrizione al campionato di Serie C2 dell'anno successivo, viene esclusa dai campionati federali e cessa la propria attività.
Il 21 luglio 2004, dalle ceneri della precedente società cittadina, nasce il Football Brindisi 1912. La prima compagine azionaria della nuova società è costituita da un nucleo di dieci imprenditori locali, tra i quali sono già presenti i fratelli Barretta che l'anno successivo decidono di acquisire il 100% delle quote societarie.
La squadra riparte dal campionato di Eccellenza.
Al termine della stagione 2004-2005 del campionato di Eccellenza, il Brindisi totalizza ben 98 punti (31 vittorie, 5 pareggi, 2 sconfitte), che non gli sono però sufficienti a precedere il Monopoli che di punti ne totalizza 102. I biancazzuri terminano quindi la stagione al secondo posto, che garantisce la partecipazione ai play-off nazionali per la promozione in Serie D.
Nella semifinale play-off il Brindisi incontra i calabresi del Capo Vaticano, che supera nel doppio confronto grazie alle vittorie per 0-2 in Calabria e per 1-0 in casa.
In finale, invece, il Brindisi si scontra con il Licata, agevolmente superato grazie a due vittorie per 3-0, sia in Sicilia che al Fanuzzi.
La prima stagione del Football Brindisi si conclude pertanto con la promozione in Serie D.
Nelle stagioni 2005-2006 e 2006-2007 il Brindisi conclude il campionato di Serie D al 5º posto, venendo eliminato nelle sfide di ripescaggio dal Monopoli prima, dall'Aversa Normanna l'anno seguente. La stagione successiva, il Brindisi termina la stagione al 6º posto, non ottenendo, quindi, nemmeno un posto nella griglia play-off.
Ai nastri di partenza della stagione 2008-2009, il Brindisi di Massimo Silva si presenta con importanti ambizioni.
Nelle prime sette giornate ottiene altrettante vittorie, e conduce un campionato di vertice per l'intera stagione, raggiungendo la matematica promozione in Lega Pro Seconda Divisione (ex C2) con tre giornate d'anticipo, riuscendo a strappare una difficile vittoria al Matera per 2-1. Il capocannoniere della squadra, nonché del gir. H della Serie D, è Fernando Galetti con 23 goal realizzati.
Riapprodata in Lega Pro Seconda Divisione dopo cinque anni di assenza dal professionismo, la neopromossa Brindisi realizza 57 punti, avendo ottenuto 16 vittorie, 9 pareggi e 9 sconfitte. Conclude la stagione 2009-2010 al 4º posto, valevole un posto nella griglia play-off.
In virtù della classifica, il Brindisi incontra nella semifinale play-off la Cisco Roma, 3ª classificata nella stagione regolare. Sia la gara di andata che la gara di ritorno, al Flaminio, terminano 0-0: a passare il turno è la compagine romana, in virtù del miglior piazzamento ottenuto in campionato.

### Gli anni duemiladieci

Lo stemma del Brindisi utilizzato dal 2011 al 2015

L'estate 2010 è una delle più travagliate per il calcio brindisino. Prima del termine del campionato i fratelli Barretta comunicano che al termine della stagione abbandoneranno la guida della società. Intanto numerose sono le società di Prima Divisione che vengono dichiarate fallite: la presentazione della domanda di ripescaggio (il cui termine ultimo per la consegna è il 23 luglio) garantirebbe al Brindisi il salto di categoria. Tale domanda, però, non viene presentata dai fratelli Barretta, né vi sono, secondo quanto affermato dai presidenti uscenti, validi e sicuri acquirenti pronti a rilevare la società e a presentare la domanda di ripescaggio. Il 13 agosto 2010 un gruppo che fa capo all'ex direttore generale del Potenza Vittorio Galigani rileva il 100% delle quote del Football Brindisi, di cui Galigani diviene il nuovo presidente. Il 23 gennaio 2011 lo stesso Galigani, con un lungo comunicato pubblicato sul sito ufficiale della società, rimette il proprio mandato e la carica di presidente della società è assunta da Antonio Pupino. Al termine di una stagione nefasta la società, sommersa dai debiti, fallisce. Si conclude così la breve parabola del Football Brindisi 1912.
La Società Sportiva Dilettantistica Calcio Città di Brindisi nasce dalle ceneri delle precedenti compagini calcistiche locali il 29 luglio 2011, grazie all'impegno degli imprenditori Giuseppe Roma e Guido Sernicola e dell'ex calciatore del Brindisi Sport Roberto Quarta, che viene nominato presidente. Fondamentale è il ruolo svolto dall'amministrazione comunale, che si prodiga affinché la neonata società possa ripartire dal campionato di Serie D.
Il Città di Brindisi, la cui panchina è affidata a Luigi Boccolini, esordisce a Trani battendo la squadra di casa per 0-3, ma conduce un inizio di campionato fatto di alti e bassi.
Il 5 ottobre viene annunciato l'ingresso in società di tre nuovi soci: Roberto Galluzzo, Mario Spinelli e Annino De Finis. Si palesa subito l'attrito tra De Finis e Quarta il quale, in seguito a due mesi di caos assoluto, viene sfiduciato dal consiglio di amministrazione.
Nel frattempo, il 7 marzo 2012, ricorre il centesimo anniversario della nascita del calcio brindisino. Nonostante il delicato momento a livello societario, vengono organizzate una serie di iniziative per celebrare il centenario, tra cui una partita amichevole contro il Bari, che i biancorossi vincono per 0-1.
In seguito alle dimissioni del tecnico Boccolini, viene scelto come allenatore Vincenzo Maiuri, il quale, grazie anche all'acquisto di alcuni nuovi calciatori titolari durante il mercato di riparazione, riesce ad inanellare una serie di risultati positivi, che permettono al Brindisi di chiudere il campionato al quinto posto, valevole la partecipazione ai play-off per il ripescaggio in Seconda Divisione. Dai play-off, tuttavia, il Brindisi viene subito eliminato, sconfitto per 3-1 dalla Sarnese, classificatasi seconda durante la stagione regolare.
Alla vigilia della stagione 2012-2013 si apre un nuovo scontro societario incentrato sulla scelta dell'allenatore, che porta alle dimissioni di De Finis. La panchina viene affidata a Cosimo Francioso, già calciatore ed allenatore del Brindisi. L'inizio di stagione è altalenante. Nel mese di dicembre, in seguito alle due sconfitte consecutive per 1-4 in casa del Sant'Antonio Abate e per 5-1 al Fanuzzi ad opera della Battipagliese, e con la squadra relegata in quart'ultima posizione, Francioso rassegna le proprie dimissioni. La panchina viene affidata al tecnico di Taurisano Salvatore Ciullo. Nel frattempo i soci abbandonano la società e cedono le proprie quote ad un prezzo simbolico. A partire dal mese di marzo Antonio Flora, da mesi interessato all'ingresso in società, diviene il nuovo proprietario del Brindisi. La squadra si allontana gradualmente dalle sabbie mobili del fondo della classifica e raggiunge la matematica salvezza alla penultima giornata, in casa del Matera, con un rocambolesco pareggio per 3-3, concludendo la stagione all'ottavo posto.
Il 25 agosto 2013 il Brindisi affronta, in casa, al Fanuzzi, il Monopoli, gara valida per il primo turno della Coppa Italia Serie D 2013-2014, terminata con il risultato di 2-1. Il campionato della squadra adriatica ha inizio allo Stadio Atlantico D'Amuri, dove il Brindisi infligge uno 0-3 in casa del Grottaglie. L'8 settembre 2013 la squadra biancazzurra disputa la prima gara del campionato in casa, pareggiando con il Gladiator per 0-0. Dopo pochi giorni si disputano i trentaduesimi di finale della Coppa Italia Serie D: la squadra brindisina affronta il Nardò allo Stadio Giovanni Paolo II della città leccese, in un derby che termina con il risultato di 1-2 in favore degli ospiti. Dopo due vittorie, un pareggio con il Matera e una sconfitta con il Monopoli per 3-2 in trasferta, la compagine del tecnico Ciullo affronta in casa il Bisceglie per i sedicesimi di finale di Coppa Italia Serie D e si impone ai tiri di rigore per 5-4. Agli ottavi di finale il Brindisi affronta in trasferta l'Akragas, ma con il risultato di 2-0 saranno i siciliani a passare il turno. Il 20 ottobre 2013, sempre in casa, arriva la squadra campana Progreditur Marcianise, all'epoca capolista, che viene sconfitta per 2-0 grazie alle reti di Nicola Loiodice e Cosimo Tedesco, che portano al terzo posto il Brindisi, a pari punti con il Monopoli e Turris Neapolis. Il 27 ottobre 2013 il Brindisi subisce una sconfitta in casa del Real Metapontino. La gara viene disputata in campo neutro, sempre in provincia di Matera, allo stadio comunale di Policoro. I biancoazzurri vengono sconfitti per 1-0. La squadra perde dunque due posti in graduatoria, trovandosi in quinta posizione, staccata di tre punti dalla vetta, occupata da ben tre squadre. Ciullo è esonerato; gli subentra Marcello Chiricallo. La squadra biancazzurra termina il campionato del girone H della Serie D con un pareggio in terra campana, dopo aver pareggiato la gara interna con il San Severo. Il Brindisi si classifica al sesto posto, perdendo il diritto di partecipare ai play-off.
La società mira ad un campionato da protagonista e durante il calciomercato estivo del 2014 viene allestita una squadra competitiva acquistando calciatori come Hernan Molinari, Antonio Croce e Diego Santos Oliveira. Per il primo turno di coppa Italia Il Brindisi affronta in trasferta il Bisceglie. Con il risultato finale di 2-0 per il Bisceglie il Brindisi esce dalla coppa Italia. Dopo i risultati deludenti e la rocambolesca sconfitta con la Fidelis Andria, viene esonerato Marcello Chiricallo ed al suo posto subentra Ezio Castellucci. Il Brindisi si classifica al quinto posto della classifica, riuscendo ad accedere ai play-off, dove incontra il Bisceglie in trasferta. Allo stadio Gustavo Ventura i biscegliesi si impongono per 3-2 dopo i tempi supplementari, eliminando i biancazzurri.
Il 31 agosto 2015, a seguito dell'inchiesta "Dirty Soccer" in cui la società è coinvolta direttamente, il Brindisi viene escluso dal campionato di Serie D. Il 6 settembre viene reso noto che la società non si iscriverà al campionato di Promozione Puglia. Successivamente viene creato un nuovo sodalizio denominato A.S.D. Brindisi rilevando il titolo sportivo del Real Paradiso, partecipante al campionato di Prima Categoria. L'ASD Brindisi si classificherà secondo nel girone B della Prima categoria Puglia, accedendo così i play-off, da cui verrà eliminato in semifinale dopo la sconfitta con il Laterza.
Il 1º luglio 2016 Lorenzo Manzo diventa il nuovo presidente dell'ASD Brindisi, che il 5 agosto viene ripescato nel campionato di Promozione. Dopo la composizione dei gironi il club viene inserito nel girone B insieme ad altre quattro squadre della provincia: Fasano, Mesagne, Carovigno e Ostuni. Sarà una stagione altalenante, caratterizzata da quattro cambi di allenatore: Toto Nobile prenderà il posto di Sabatelli, a sua volta preceduto da Francioso, Ribezzi e Marangio. Il 21 marzo 2017 l'imprenditore casaranese Lorenzo Manzo si dimette dall'incarico di presidente. Il Brindisi concluderà la stagione all'ottavo posto della classifica, con 11 vittorie, 10 pareggi e 9 sconfitte.
Il 20 giugno 2017, presso la sede della Figc di Bari, viene effettuato il cambio di denominazione da ASD Brindisi a SSD Brindisi FC. Il 18 luglio 2017 viene annunciato il nuovo allenatore Danilo Rufini. Nella prima giornata del campionato di Promozione 2017-2018 il Brindisi si impone per 5-0 sul Salento Sport Leverano. Il 25 ottobre 2017, con una nota stampa diramata dalla SSD Brindisi, si comunica l'ingresso in società degli imprenditori Umberto Vangone e Andrea Vertolomo, che rilevano il 25% delle quote. Il 15 aprile 2018, a seguito della vittoria per 0-3 in casa del Tricase, con una giornata di anticipo il Brindisi vince il campionato di Promozione 2017-2018, approdando così in Eccellenza.
Il 1º maggio 2018 il Brindisi vince per 2-1 in casa la finale di ritorno per lo scudetto contro il Terlizzi, squadra vincitrice del girone A di Promozione. La partita è decisa nei tempi supplementari da un calcio di rigore di Procida, che consente ai brindisini di laurearsi campioni regionali di Promozione (l'andata, il 29 aprile a Terlizzi, si era chiusa sullo 0-0).
Nella prima giornata del campionato di Eccellenza Puglia 2018-2019 il Brindisi impone in rimonta per 1-2 sul campo del Corato. Il 5 ottobre 2018, dopo la sconfitta con il Fortis Altamura nel match di Coppa Italia, Danilo Rufini viene esonerato e al suo posto subentra Massimiliano Olivieri. Il 2 dicembre il Brindisi affronta in casa il Casarano: le due compagini si trovano al primo posto a pari punti. La partita finirà 0-1 per gli ospiti. Il 20 gennaio 2019 allo stadio Comunale di Trani il Brindisi vince per 0-3 il derby con la Vigor Trani. Il 24 marzo 2019 si gioca il derby Casarano-Brindisi. La partita finisce in parità (1-1) e il Casarano vince pertanto il campionato con due turni di anticipo. Nella settimana successiva il Brindisi batte in casa il Barletta e si qualifica ai play-off nazionali, evitando quelli regionali. In semifinale i messapici affrontano fuori casa il Lavello e vincono per 2-3, poi si impongono anche in casa, per 2-1. In finale i biancazzurri si trovano davanti l'Agropoli, che il Brindisi riesce a superare in casa per 1-0, risultato che permette di amministrare la gara di ritorno, terminata 1-1: il club salentino centra così la promozione in Serie D, che in città mancava da cinque anni.
Il 21 agosto 2019, nella partita di Coppa Italia con il Foggia davanti a 5.000 tifosi, il Brindisi perde per 0-1, con i foggiani che superano il turno. L'esordio nel campionato di Serie D 2019-2020 è, invece, in casa del Taranto e vede la vittoria brindisina per 0-1 allo stadio Iacovone grazie alla rete di Granado. Il 16 novembre 2019 viene esonerato Massimiliano Olivieri e al suo posto arriva Salvatore Ciullo. La stagione 2019-2020 è segnata dall'interruzione del campionato a causa della pandemia di COVID-19, il 9 marzo 2020. Le restanti otto gare verranno prima rinviate a data da destinarsi e poi definitivamente annullate. Il Brindisi concluderà quindi il campionato al dodicesimo posto.

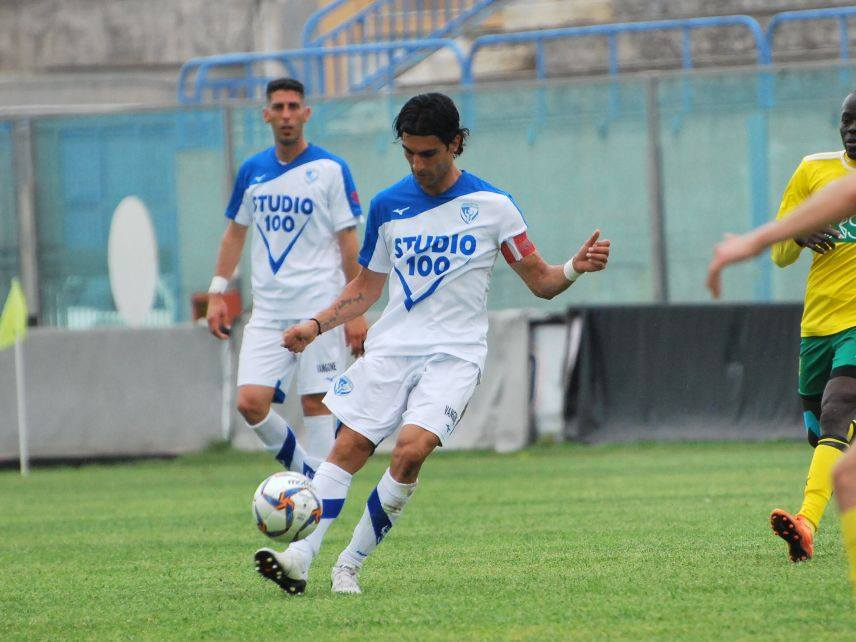
Dino Marino, capitano dal 2018 al 2020

### Gli anni duemilaventi
Per la stagione 2020-2021 il Brindisi riesce in extremis ad iscriversi al campionato di Serie D grazie anche al lavoro del nuovo advisor Gino Montella, che riesce a fungere da collante tra i soci campani e quelli brindisini; il 20 agosto 2020 viene ufficializzato l'ingaggio dell'allenatore Claudio De Luca, mentre nelle vesti di direttore sportivo viene confermato Nicola Dionisio. A causa della pandemia di COVID-19, il prosieguo del campionato rischia più volte di essere compromesso, ma la squadra riesce a ben figurare, risultando tra le sorprese di questo avvio di stagione. Partita con l'obiettivo di una tranquilla salvezza, la compagine adriatica si ritrova seconda in classifica, ma nei primi mesi del 2021 subisce una flessione, precipitando verso la zona play-out della classifica, anche a causa di diverse cessioni di giocatori importanti. Nel dicembre 2020 il direttore sportivo Nicola Dionisio si dimette e al suo posto arriva Renato Voglino. Nel gennaio 2021 l'imprenditore Daniele Arigliano, già sponsor della società, subentra ad Antonio Giannelli in qualità di socio, rilevando il 25% del pacchetto societario del Brindisi. Il disastroso girone di ritorno, unitamente alla crisi societaria, portano il Brindisi, indebolito da cessioni di giocatori chiave, alla retrocessione nel campionato di Eccellenza. Non sortisce effetti neanche il cambio di panchina, con l'arrivo, a poche giornate dal termine, di Michele Cazzarò, subentrato a De Luca.
Nel corso dell'estate del 2021 l'imprenditore brindisino Daniele Arigliano acquisisce le quote dei soci campani Umberto Vangone e Andrea Vertolomo e diventa il proprietario del Brindisi FC, con un pacchetto di quote del 75%. Rimangono al suo fianco Francesco Bassi, che detiene il 20% delle quote, e l'Associazione per Brindisi, che ne detiene il 5%.
Per la stagione calcistica 2021-2022 il Brindisi di Arigliano vede nel ruolo di direttore generale Vincenzo Visone e nel ruolo di direttore sportivo Antonio Gravinese, supportati dal consulente di mercato Ciro Montella. La squadra è affidata all'allenatore Mauro Chianese. Il 21 ottobre 2021, a seguito delle dimissioni del direttore generale Vincenzo Visone e del consulente di mercato Ciro Montella, a cui segue l'esonero dell'allenatore Mauro Chianese, vengono nominati rispettivamente Nicola Dionisio nel ruolo di direttore sportivo (al suo ritorno a Brindisi dopo le dimissioni della stagione precedente) e Nello Di Costanzo nel ruolo di allenatore, dopo che la squadra ha raccolto un solo punto nelle prime sette partite di campionato. Grazie all'operato della società e di Di Costanzo, la compagine biancazzurra raggiunge la salvezza con tre giornate d'anticipo, chiudendo al decimo posto finale, grazie a un ottimo girone di ritorno, che la vede seconda per punti ottenuti alle spalle dell'Audace Cerignola, vincitore del torneo.
Chiusa la stagione 2021-2022, il Brindisi si prepara al campionato successivo congedando il direttore sportivo Nicola Dionisio e il tecnico Nello Di Costanzo, entrambi trasferitisi al Taranto dopo la brillante seconda parte di stagione. In sostituzione delle due figure tecniche il Brindisi nomina Vincenzo Minguzzi come nuovo direttore sportivo e successivamente Ciro Danucci, già capitano del Brindisi nella stagione 2014-2015, come allenatore. Il 16 giugno 2022 la compagine societaria si arricchisce di un'ulteriore figura dirigenziale, con l'ingresso di Teodoro Arigliano, fratello del presidente Daniele, che acquisisce da questi il 5% delle quote societarie. La stagione 2022-2023 parte con un progetto solido che prevede il ritorno in terza serie nell'arco di tre stagioni, ma allestisce già da subito un organico di prim'ordine. Dopo una buona partenza, la squadra perde alcune certezze dopo la sconfitta di Nocera Inferiore. Malgrado un andamento altalenante e il temporaneo esonero di Danucci, richiamato dopo ventiquattr'ore dopo per volere dell'intera squadra, il Brindisi rimane nelle prime posizioni, per poi chiudere la stagione in vetta alla classifica, a pari merito con la Cavese. Si rende dunque necessario uno spareggio tra le due compagini, che si disputa il 14 maggio 2023 a Vibo Valentia: imponendosi per 3-1, il club salentino ottiene la promozione in Serie C, ritornando in terza serie dopo 33 anni e in un campionato professionistico dopo 12 anni. Il 4 luglio 2023 viene annunciato il nuovo direttore sportivo Massimo Cerri.
La stagione 2023-2024, la prima in terza serie dopo 33 anni, si apre con la sconfitta per 2-1 dal Viviani di Potenza, mentre l'esordio in casa, seppur allo stadio Iacovone di Taranto, contro il Catania, in programma per il 10 settembre, viene rinviato a causa dell'indisponibilità dello stadio tarantino. Malgrado le prime uscite lascino ben sperare, con la prima vittoria giunta alla quarta giornata al Monterisi di Cerignola (per indisponibilità del Fanuzzi) contro il Monterosi Tuscia, la stagione del Brindisi è segnata da difficoltà. Lo stadio brindisino torna disponibile il 10 ottobre 2023, per la sfida casalinga contro la capolista Juve Stabia termina con il risultato di 1-1, con un rigore del biancazzurro Simone Ganz fallito nel finale di gara. Tranne alcuni sporadici guizzi, il Brindisi vive una stagione complicata, navigando nei bassi fondi della classifica, e sortiscono poco effetto i cambi tecnici, con tre allenatori che si avvicendano in panchina. Dopo l'esonero di Ciro Danucci, si insedia Giorgio Roselli, che si dimette dopo la sconfitta interna con il Latina (dimissioni respinte) e viene esonerato dopo la sconfitta nel derby interno con il Foggia. Viene a quel punto richiamato Danucci, ancora sotto contratto con il Brindisi, ma il tecnico manduriano si dimette dopo appena due giornate, con la squadra che viene affidata a Nicola Losacco, prima tecnico della Primavera e collaboratore di Roselli prima e di Danucci poi. Inoltre, nel dicembre 2023, il Brindisi viene penalizzato nella stagione in corso di 4 punti in classifica per inadempienze finanziarie e staziona stabilmente in fondo alla classifica, staccata dalle altre squadre. I biancazzurri retrocedono aritmeticamente in Serie D alla quartultima giornata, tornando così fra i dilettanti dopo appena una stagione.

## Colori e simboli

### Colori

La prima maglia biancazzurra (Brindisi-Lecce, 13 dicembre 1938)

I colori sociali del Brindisi sono il bianco e l'azzurro. La prima maglia è bianca, con uno scaglione rovesciato azzurro sul petto. La seconda maglia è a tinte inverse, azzurra con scaglione bianco.
Al momento della fondazione, nel 1912, la maglia del Brindisi era a bande verticali bianche e rosse.
Il bianco e il rosso resistettero fino al 13 dicembre 1938 quando, in occasione di un derby con il Lecce, dovettero far posto al bianco e all'azzurro, colori che richiamavo quelli del gonfalone della provincia brindisina, istituita nel 1927. La maglia utilizzata era bianca, con una sola banda orizzontale azzurra, al centro.

Formazione del Brindisi 1966-1967, in cui esordisce la maglia con lo scaglione rovesciato sul petto

Dalla stagione 1966-1967, per volontà del presidente Franco Fanuzzi, la precedente casacca fu sostituita dalla maglia con scaglione sul petto che richiama lo stemma originale del 1912 e che, fatta eccezione per alcune stagioni, è stata utilizzata ininterrottamente.

### Simboli ufficiali

#### Stemma
Lo stemma del Brindisi è uno scudo di colore biancoazzurro, su cui campeggia il nome della società, in blu. Al centro vi è una testa di cervo, simbolo della città di Brindisi e del suo porto.

## Strutture

### Stadio

L'ingresso del campo sportivo del Littorio

All'inizio del ventesimo secolo, Brindisi non disponeva di un vero e proprio campo sportivo. Da campo da gioco fungeva lo spiazzo antistante la chiesa della Pietà, dove qualche anno dopo sarebbero sorti il liceo Ginnasio ed il parco della Rimembranza.
Quando, nel 1927, fu istituita la provincia di Brindisi l'allora prefetto, appena nominato, resosi conto che Brindisi non disponeva di un campo sportivo, sollecitò i podestà dei venti comuni appartenenti alla neonata provincia affinché ne finanziassero la costruzione. Il 27 ottobre 1929, alla presenza del segretario del Partito Nazionale Fascista Achille Starace, che in quel periodo ricopriva anche la carica di presidente del CONI, fu inaugurato, nel rione Casale, in via Benedetto Brin il campo sportivo del Littorio, rinominato poi stadio Franco Fanuzzi, in memoria dell'imprenditore edile che alla guida del sodalizio biancazzurro dal 1966 al 1974, anno della sua morte, traghettò la squadra dalla Serie D alla Serie B.

### Centro di allenamento
Il Brindisi spesso ha svolto le sue sedute di allenamento nell'area antistante lo stadio Franco Fanuzzi, area denominata "precampo", costituita da un campo da gioco in erba artificiale, solitamente usato anche per le sedute di allenamento e partite ufficiali dalle squadre giovanili della stessa società. Al fine di preservare il terreno di gioco del Fanuzzi e quello del precampo (confermato centro d'allenamento delle numerose formazioni giovanili della società calcistica oltre che della squadra di calcio femminile), dalla stagione 2023-2024, secondo accordi intrapresi, le sedute di allenamento della prima squadra vengono svolte al Centro Sportivo "Enzo Citiolo" di San Vito dei Normanni comprendente, oltre al principale rettangolo di gioco, anche una palestra e una sala conferenze; la stessa società, inoltre, ha avviato un progetto medico-diagnostico sportivo denominato Brindisi - Lab,  utilizzando strutture mediche convenzionate con attrezzature adatte alla prevenzione, la cura e la riabilitazione dei propri tesserati in caso di infortunio.

## Società

### Organigramma societario
Dal sito web ufficiale della società.
- Giuseppe Roma - Presidente
- Marco Dova - Vicepresidente
- Damiano Pozzessere- Socio
- Andrea Gianni - Direttore generale e Direttore Sportivo
- Domenico Colelli - Team manager
- Stefano Tota - Segretario generale
- Roberto Romeo - Addetto stampa
- Gianluigi Corlianó - Addetto arbitri

## Allenatori e presidenti
- 1912-1936  ...
- 1936-1937  Angelo Benincasa
- 1937-1938  Armand Halmos
- 1938-1939  Mario De Palma
- 1939-1940  Karoly Fogl
- 1940-1941  Angelo Benincasa
- 1941-1942  Michele Giraud
- 1942-1943  Alfredo De Vivi
- 1943-1946 ...
- 1946-1947  Cesare Migliorini
- 1947-1948  Guglielmo Borgo
- 1948-1949  János Vanicsek
- 1949-1950  Umberto Visentin
- 1950-1951  Lino Begnini
- 1951-1953  Danilo Michelini
- 1953-1956 ...
- 1956-1957  Ugo Argentieri
- 1957-1958  Alfonso D'Adamo
- 1958-1959  Raffaele Pierini
- 1959-1960 ...
- 1960-1961  Renato Tofani
- 1961-1962  Raffaele Pierini
- 1962-1964  Juan Landolfi
- 1964-1966 ...
- 1966-1967  Giuseppe Ostromann
- 1967-1969  Pietro Castignani
- 1969-1970  Pasquale Morisco (1ª-11ª)
 Luís Vinício (12ª-38ª)
- 1970-1971  Pietro Castignani
- 1971-1973  Luís Vinício
- 1973-1974  Gianni Di Marzio (1ª-20ª)
 Raffaele Pierini (21ª)
 Egizio Rubino (22ª-38ª)
- 1974-1975  Antonio Renna (1ª-7ª)
 Giovanni Invernizzi (8ª-18ª)
 Antonio Renna (19ª-38ª)
- 1975-1976  Giulio Bonafin (1ª-13ª)
 Héctor Puricelli (14ª-21ª)
 Giulio Bonafin (22ª-38ª)
- 1976-1977  Luciano Pirazzini (1ª-2ª)
 Nicola Chiricallo (3ª-10ª)
 Aldo Bellan (11ª-38ª)
- 1977-1978  Mario Zurlini
- 1978-1979  Adriano Zecca (1ª-?ª)
 Alfredo Ciannameo (?ª-?ª)
 Adriano Zecca (?ª-34ª)
- 1979-1980  Mario Zurlini
- 1980-1981  Adelmo Capelli
- 1981-1982  Alfredo Ciannameo (1ª-?ª)
 Enea Masiero (?ª-34ª)
- 1982-1983  Mario Biondi (1ª-?ª)
 Lucio Vinci (?ª-?ª)
 Sergio Minervini (?ª-34ª)
- 1983-1984  Ambrogio Pelagalli (1ª-?ª)
 Lucio Vinci (?ª-34ª)
- 1984-1985  Lucio Vinci (1ª-?ª)
 Gianni Candussi (?ª-?ª)
 Giancarlo Ansaloni (?ª-34ª)
- 1985-1986  Giancarlo Ansaloni
- 1986-1987  Luigi Boccolini (1ª-25ª)
 Giancarlo Ansaloni (26ª-34ª)
- 1987-1988  Giuseppe Leo (1ª-20ª)
 Giancarlo Ansaloni (21ª-34ª)
- 1988-1989  Giancarlo Ansaloni
- 1989-1990  Aldo Sensibile (1ª-21ª)
 Salvatore Di Somma (22ª-34ª e spareggio)
- 1990-1991  Antonio La Palma (1ª-?ª)
 Enrico Bastiani (?ª-34ª)
- 1991-1992  Francesco Dellisanti (1ª-?ª)
 Rodolfo Conte (?ª-34ª)
- 1992-1993  Enrico Bastiani
- 1993-1994  Francesco Dellisanti
- 1994-1995 ...
- 1995-1996  Rocco De Virgilio
- 1996-1997  Vincenzo Carbonella
- 1997-1999 ...
- 1999-2000  Gioacchino Marangio
- 2000-2001 ...
- 2001-2002  Luigi Boccolini
- 2002-2003  Luigi Boccolini (1ª-18ª)
 Alberto Macchetti e  Davide Cei (19ª)
 Francesco Giorgini (20ª-34ª e play-off)
- 2003-2004  Alberto Marchetti e  Davide Cei
- 2004-2005  Ruggero Cannito (1ª-?ª)
 Cosimo Francioso (?ª-?ª)
 Cosimo Leone (?ª-38ª e play-off)
- 2005-2006  Alessandro Longo (1ª-?ª)
 Franco Giugno (?ª-34ª e play-off)
- 2006-2007  Loreno Cassia
- 2007-2008  Franco Giugno (1ª-?ª)
 Massimo Silva (?ª-34ª)
- 2008-2010  Massimo Silva
- 2010-2011  Carlo Florimbi (1ª-7ª)
 Massimo Rastelli (8ª-30ª)
- 2011-2012  Luigi Boccolini (1ª-?ª)
 Vincenzo Maiuri (?ª-34ª e play-off)
- 2012-2013  Cosimo Francioso (1ª-?ª) 
 Salvatore Ciullo (?ª-34ª)
- 2013-2014  Salvatore Ciullo (1ª-?ª)
 Marcello Chiricallo (?ª-32ª)
- 2014-2015  Marcello Chiricallo (1ª-4ª)
 Ezio Castellucci (5ª-34ª e play-off)
- 2015-2016  Gioacchino Marangio
- 2016-2017  Gioacchino Marangio (1ª-?ª)
 Salvatore Antonio Nobile (?ª-30ª)
- 2017-2018  Danilo Rufini
- 2018-2019  Danilo Rufini (1ª-5ª)
 Massimiliano Olivieri (6ª-30ª e play-off)
- 2019-2020  Massimiliano Olivieri (1ª-11ª)
 Salvatore Ciullo (12ª-26ª)
- 2020-2021  Claudio De Luca (1ª-27ª)
 Michele Cazzarò (28ª-34ª)
- 2021-2022  Mauro Chianese (1ª-6ª)
 Nello Di Costanzo (7ª-38ª)
- 2022-2023  Ciro Danucci
- 2023-2024  Ciro Danucci (1ª-15ª)
 Giorgio Roselli (16ª-27ª)
 Ciro Danucci (28ª-29ª)
 Nicola Losacco (30ª-38ª)
- 2024-2025  Alessandro Monticciolo (1ª-3ª)
 Nicola Ragno (4ª-34ª)
- 2025-  Salvatore Ciullo

- 1912-1935 ...
- 1935-1941  Giovanni Roma
- 1941-1942  Ettore Guadalupi
- 1942-1946 ...
- 1946-1947  Archimede Tellarini
- 1947-1948  Giovanni Roma
- 1948-1950 ...
- 1950-1951  Guglielmo Lascaro
- 1951-1952  Carlo Scarascia
- 1952-1966 ...
- 1966-1974  Franco Fanuzzi (commissario straordinario fino al 1971-1972)
- 1974-1979  Cosimo Fanuzzi
- 1979-1985  Biagio Pascali
- 1985-1986  Salvatore Pala
- 1986-1988  Salvatore Pala e  Biagio Pascali
- 1988-1990  Gianfranco Flores
- 1990-2002 ...
- 2002-2004  Luciano Morosi
- 2004-2010  Francesco Barretta
- 2010-2011  Vittorio Galigani
- 2011-2012  Roberto Quarta
- 2012-2013  Giuseppe Roma
- 2013-2015  Antonio Flora
- 2015-2016  Piero Siliberto
- 2016-2017  Lorenzo Manzo
- 2017-2019  Antonio Giannelli
- 2019-2021  Umberto Vangone
- 2021-2024  Daniele Arigliano
- 2024-  Giuseppe Roma

## Palmarès

### Competizioni nazionali
- Coppa Italia Serie C: 1

2002-2003

### Competizioni interregionali
- Serie C: 1

1971-1972 (girone C)
- Serie C2: 1

1984-1985 (girone C)
- Serie D: 4

1967-1968 (girone H), 2001-2002 (girone H), 2008-2009 (girone H), 2022-2023 (girone H)

### Competizioni regionali
•  Prima Divisione: 1 1936-1937 (Puglia)
- Seconda Divisione: 1

1935-1936 (girone C)
- Promozione: 1

2017-2018 (girone B)

## Statistiche e record

### Partecipazione ai campionati
Campionati nazionali
| Livello | Categoria                       | Partecipazioni | Debutto   | Ultima stagione | Totale |
| ------- | ------------------------------- | -------------- | --------- | --------------- | ------ |
| 2º      | Serie B                         | 6              | 1946-1947 | 1975-1976       | 6      |
| 3º      | Prima Divisione                 | 1              | 1930-1931 | 1930-1931       | 23     |
| 3º      | Serie C                         | 17             | 1938-1939 | 2023-2024       | 23     |
| 3º      | Serie C1                        | 5              | 1985-1986 | 1989-1990       | 23     |
| 4º      | Seconda Divisione               | 1              | 1929-1930 | 1929-1930       | 30     |
| 4º      | IV Serie                        | 3              | 1952-1953 | 1954-1955       | 30     |
| 4º      | Serie D                         | 15             | 1959-1960 | 2024-2025       | 30     |
| 4º      | Serie C2                        | 9              | 1978-1979 | 2003-2004       | 30     |
| 4º      | Lega Pro Seconda Divisione      | 2              | 2009-2010 | 2010-2011       | 30     |
| 5º      | Campionato Interregionale       | 2              | 1990-1991 | 1991-1992       | 13     |
| 5º      | Campionato Nazionale Dilettanti | 2              | 1992-1993 | 1993-1994       | 13     |
| 5º      | Serie D                         | 9              | 2000-2001 | 2013-2014       | 13     |

Campionati regionali
| Livello | Categoria         | Partecipazioni | Debutto   | Ultima stagione | Totale |
| ------- | ----------------- | -------------- | --------- | --------------- | ------ |
| 1º      | Terza Divisione   | 1              | 1928-1929 | 1928-1929       | 13     |
| 1º      | Prima Divisione   | 2              | 1936-1937 | 1937-1938       | 13     |
| 1º      | Promozione        | 1              | 1955-1956 | 1955-1956       | 13     |
| 1º      | Eccellenza        | 8              | 1994-1995 | 2018-2019       | 13     |
| 2º      | Seconda Divisione | 1              | 1935-1936 | 1935-1936       | 3      |
| 2º      | Promozione        | 2              | 2016-2017 | 2017-2018       | 3      |
| 3º      | Prima Categoria   | 1              | 2015-2016 | 2015-2016       | 1      |

### Partecipazione alle coppe
| Competizione                    | Partecipazioni | Debutto   | Ultima stagione | Totale |
| ------------------------------- | -------------- | --------- | --------------- | ------ |
| Coppa Italia                    | 9              | 1938-1939 | 2003-2004       | 9      |
| Coppa Italia Semiprofessionisti | 5              | 1976-1977 | 1980-1981       | 19     |
| Coppa Italia Serie C            | 12             | 1981-1982 | 2023-2024       | 19     |
| Coppa Italia Lega Pro           | 2              | 2009-2010 | 2010-2011       | 19     |
| Coppa Italia Serie D            | 15             | 2000-2001 | 2024-2025       | 15     |
| Poule Scudetto                  | 3              | 2001-2002 | 2022-2023       | 3      |

### Statistiche individuali
Con 297 presenze, Roberto Taurino (che ha vestito la casacca biancazzurra fino al 2012) è il calciatore che ha disputato il maggior numero di partite con il Brindisi.
Segue, con 277 presenze, Mario Brugnerotto, al Brindisi negli anni settanta.
- 297  Roberto Taurino (1999-2004, 2008-2012)
- 277  Mario Brugnerotto (1959-1966, 1969-1972)

## Tifoseria

### Storia
La storia del tifo organizzato nella città di Brindisi nasce intorno alla metà degli anni ottanta del ventesimo secolo.
Durante la stagione 1988-1989 vennero fondati ufficialmente, nel marzo del 1988, i Teenagers Korps 1988, che stazionavano presso la curva sud dello stadio Franco Fanuzzi.
Verso la fine degli anni novanta vennero fondati i gruppi Sant'Elia 1999, Ghenga sconvolta 1999 e Gruppo autonomo 1996.
In passato altri gruppi ultras noti sono stati: Legione 1984, Gioventù Biancazzurra 1985, Ghetto, Ultras Brindisi e Fighters.
Nel 2020 gli unici due gruppi ultras ancora attivi, ovvero i Teenager Korps 1988 (gruppo portante) e 1920, furono sciolti, rispettivamente dopo trentadue e dieci anni di storia.
Dopo lo scioglimento dei gruppi, la tifoseria brindisina si riforma sotto il nominativo Curva Sud Brindisi.
Nel settore della gradinata non c’è mai stata una frangia di tifo organizzato vero e proprio, tuttavia dalla stagione 2022-2023 nel settore sono comparsi striscioni come Gruppo Gradinata e Gruppo Machegna, oltre allo striscione della Vecchia Guardia.
Dalla stagione 2024-2025 la tifoseria brindisina, invece di mantenere la linea di un unico striscione (cioè Curva Sud Brindisi), torna al passato, con la ricomparsa del gruppo Legione 1984 dopo un lungo periodo di autosospensione.
Oltre al gruppo Legione 1984, già presente in anni precedenti, nascono 2 nuovi gruppi, Messapici ed Eterna Fedeltà. Altri piccoli gruppi presenti nella curva sono Nessuna Resa, Rione Perrino 2024, Identità Appartenenza Brindisi, Tuturano Presente e Incoscienti Giovani

### Gemellaggi e rivalità

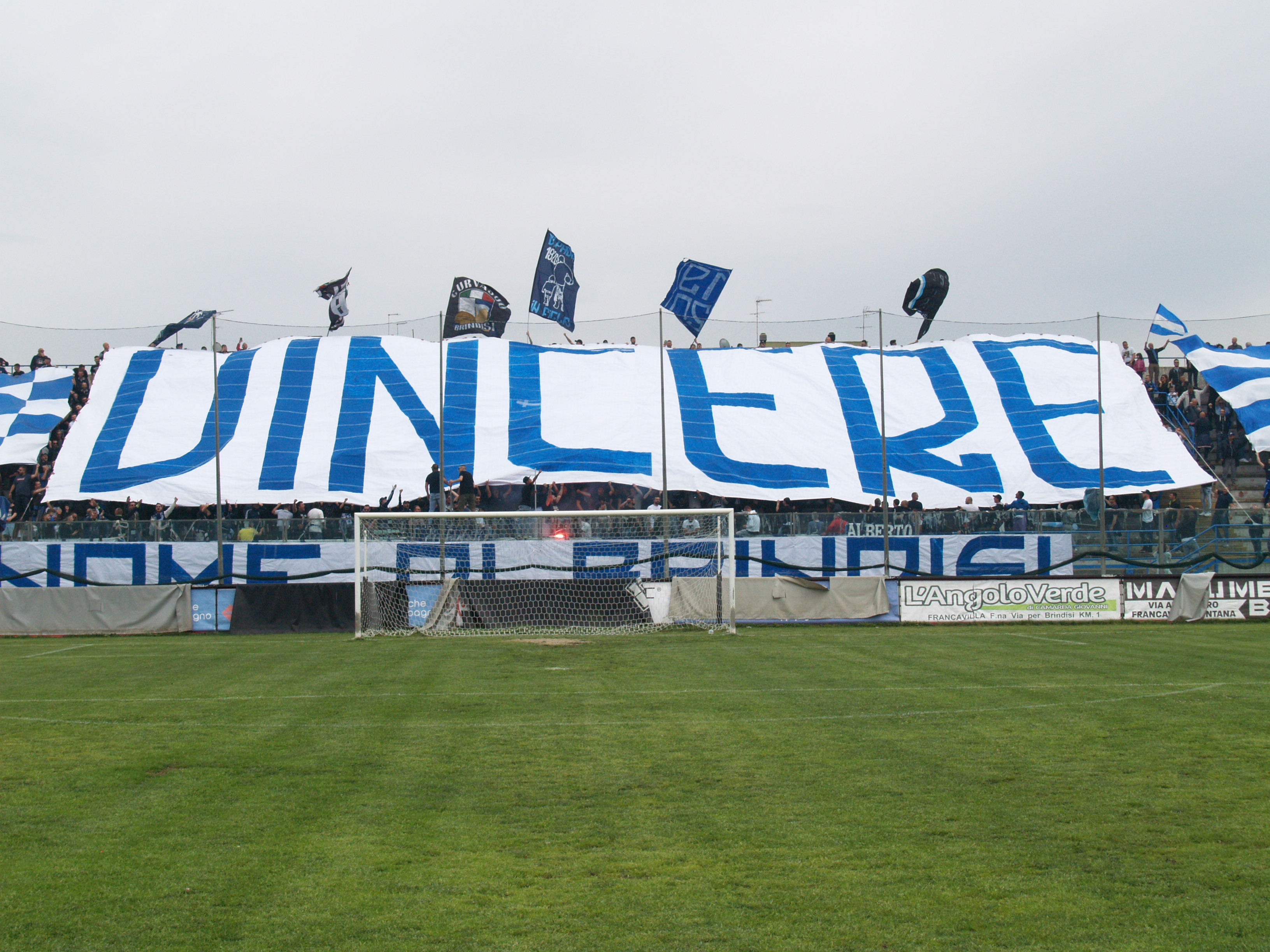
Coreografia degli ultras del Brindisi in occasione dei play-off di Eccellenza Puglia 2018-2019

Gli ultras brindisini avevano un sentito gemellaggio con il Foligno, durato dal 1985 al 2019, ma continua ad esserci un rapporto di rispetto reciproco.
Vecchie amicizie sussistono con le tifoserie di Giugliano e Aversa Normanna, quest'ultima nata dal 2006 dalla comune avversione nei confronti della tifoseria barlettana.
Negli anni è stato manifestato reciproco rispetto con le tifoserie di Gela, grazie ai buoni rapporti che vigono in comune con i giuglianesi, Pro Patria (in occasione della finale di Coppa Italia Serie C del 2003), Siracusa, Ercolanese, Atletico Tricase, Cavese, Altamura e Lizzano.
Recentemente sono stati invece interrotti i rapporti di rispetto reciproco che la tifoseria brindisina intratteneva con i tarantini, rapporti mutati in rivalità.
A livello continentale, dal 2024 è nata anche un'amicizia con i tedeschi del Paderborn, con presenza di alcuni ultras tedeschi agli incontri della squadra adriatica, oltre che con vari scambi di striscioni per supportare i brindisini.
Le rivalità più sentite sono con le pugliesi di Taranto, Lecce (più campanilistica che sportiva), Monopoli (anni ottanta), Barletta (anni duemila), Fidelis Andria (anni duemila), Foggia (dopo la rottura del gemellaggio), Casarano (dopo la rottura del gemellaggio), Fasano Francavilla e Nardò.
Esistono altre rivalità, meno sentite, con i corregionali di Manfredonia, Gallipoli, e Ostuni. Dalla stagione 2023-24 screzi anche con la tifoseria del Cerignola, dopo che quest'ultimi, in occasione della partita al Fanuzzi,  alzarono cori a favore dei loro amici del Barletta, acerrimi rivali dei brindisini, provocando la reazione dei padroni di casa.
Altre rivalità sussistono con le tifoserie di Nocerina, Turris, Cosenza, Casertana, Cosenza, Frosinone, Salernitana, Catanzaro, Puteolana, Acireale, Avellino, Matera, Angri, Battipagliese, Ebolitana e Palmese.
Inoltre vi sono sempre stati ottimi rapporti con la curva sud della N.B. Brindisi. In più occasioni sono stati esposti vessilli di alcuni gruppi calcistici brindisini durante le partite di pallacanestro in casa e in trasferta, il che ha generato alcune rivalità, in particolare con Scandone Avellino e Juvecaserta.
L'ultima rivalità è quella con la Fortitudo Bologna, nata durante la fase finale della Coppa Italia 2020 giocata a Pesaro, in cui era presente un nutrito gruppo della curva sud M. Stasi dietro i vessilli T.K. ed altre sigle riconducibili agli ultras del calcio. Il gesto fu interpretato come segno di sfida dai bolognesi, soprattutto per la presenza dei pesaresi (loro rivali).